# Bastien Girod
Bastien Girod (Ginera, 21 dicembre 1980) è un politico svizzero dei Verdi. Dal 2007 è membro del Consiglio nazionale per il Canton Zurigo.

## Biografia
Presentatosi alle elezioni federali del 2007, venne eletto Consigliere nazionale per il Canton Zurigo con 53 961 voti, ventottesimo tra i candidati eletti più votati del cantone. Venne rieletto in tutte le elezioni federali seguenti: nel 2011 con 68 257 preferenze (ventunesimo tra i più votati), nel 2015 con 70 267 preferenze (ventottesimo tra i più votati), nel 2019 con 89 015 preferenze (quattordicesimo tra i più votati), e nel 2023 con 66 127 preferenze (ventisettesimo tra i più votati). 
Da aprile 2012 a maggio 2018 fu vicepresidente dei Verdi Svizzeri, mentre da dicembre 2019 è vicepresidente del Gruppo dei Verdi all'Assemblea federale.